# The Signal (film, 2007)
Pour les articles homonymes, voir The Signal.
Pour plus de détails, voir Fiche technique et Distribution.
The Signal est un film d'horreur américain réalisé par David Bruckner, Dan Bush et Jacob Gentry sorti en 2007.

## Synopsis

### Partie 1
Mya et Lewis reçoivent des amis, lorsqu'un étrange signal est capté par la télévision. Quelques instants plus tard, Lewis devient fou et tue l'un de ses invités ; effrayée Mya s'enfuit et se rend compte que cette folie meurtrière atteint presque toute la population.

### Partie 2
Lewis, à la recherche de Mya, se rend chez un couple qui était en plein préparatifs de réveillon. S'ensuit une série d'événements étranges et sanglants, l'arrivée des invités déclenchant des crises de paranoïa aigüe parmi les convives.

### Partie 3
Lewis, Mya et Ben, l'amant de Mya, se retrouvent à la gare dans une ultime confrontation.

## Fiche technique
- Réalisation et scénario : David Bruckner, Dan Bush et Jacob Gentry
- Musique originale : Ben Lovett
- Montage : David Bruckner, Dan Bush, Jacob Gentry et Alexander Motlagh
- Décors : Lisa Yeiser
- Costumes : Caroline Dieter
- Producteur : Alexander A. Motlagh
- Budget : $50 000
- Pays :  États-Unis
- Langue : anglais
- Genre : horreur, thriller, science-fiction
- Film interdit aux moins de 12 ans lors de sa sortie en salle.
- Dates de sortie : 
  -  États-Unis : 22 janvier 2007 (Festival du film de Sundance)
  -  Suisse 6 juillet 2007 (Festival international du film fantastique de Neuchâtel 2007)

## Distribution
- Anessa Ramsey (VF : Céline Ronté) : Mya Denton
- Sahr Ngaujah : Rod
- AJ Bowen (VF : Arnaud Arbessier) : Lewis Denton
- Matthew Stanton : Jerry
- Suehyla El-Attar : Janice
- Justin Welborn (VF : Anatole de Bodinat) : Ben Capstone

## Le film
Le film se découpe en trois parties durant lesquelles tous les appareils de télécommunication ne délivrent plus qu'un seul message qui fait rentrer la majorité de la population dans une folie meurtrière. Le film est découpé en trois "transmissions", chacune étant dirigée par un réalisateur différent. Les trois parties abordent le thème d'une manière propre : horreur apocalyptique, comédie sanglante et histoire d'amour étrange.

## Incident
Le 23 février 2008, deux personnes ont été blessées à coup de couteau par un homme lors d'une projection de The Signal à Fullerton, Californie.

## Note
1. ↑  cbs2.com - 2 Stabbed During Horror Movie In Fullerton